# Provinz Tinghir

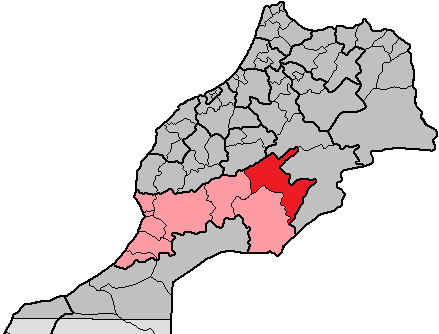
Provinz Tinghir innerhalb der ehemaligen Region Souss-Massa-Draâ

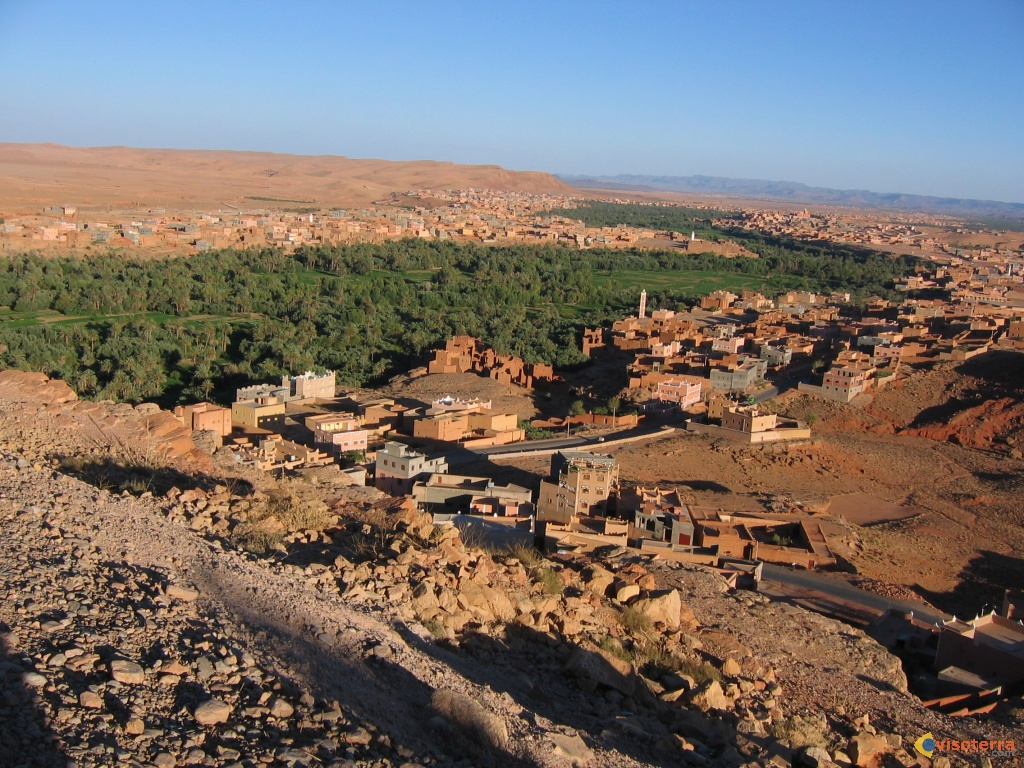
Todra-Tal bei Tinghir

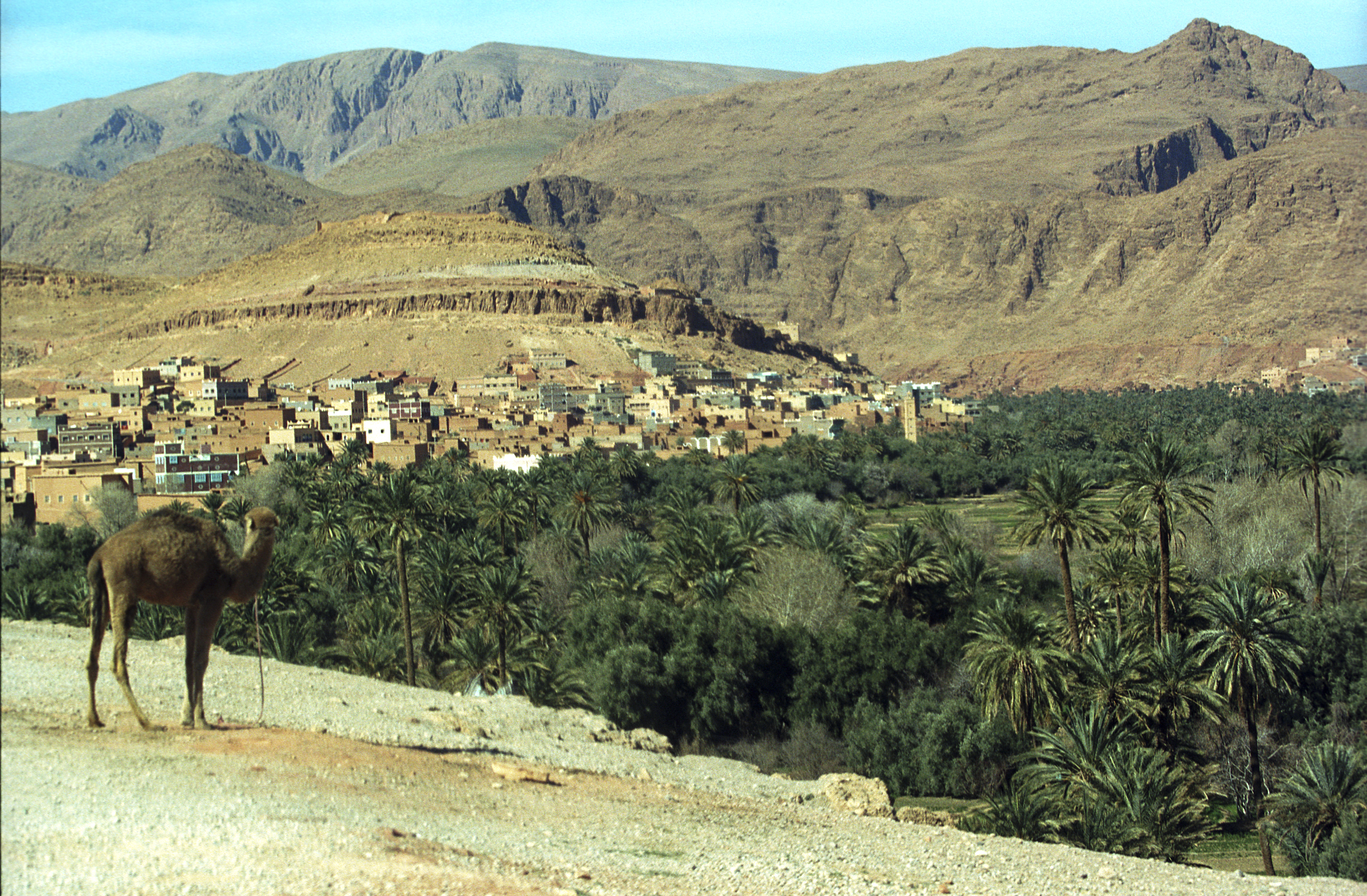
Dadestal bei Boumalne

Die etwa 13.500 km² große Provinz Tinghir (arabisch إقليم تنغير; Zentralatlas-Tamazight ⵜⴰⵎⵏⴰⵜⵜ ⵏ ⵜⵉⵏⵉⵖⵉⵔ) liegt in der marokkanischen Region Drâa-Tafilalet. Die Provinz wurde 2009 geschaffen durch Verordnung Nr. 2-09-320 vom 11. Juni 2009 aus Teilen der Provinz Ouarzazate (Region Souss-Massa-Drâa) sowie der Provinz Errachidia (Region Meknès-Tafilalet); bis zum Jahr 2015 gehörte sie zur Region Souss-Massa-Draâ. Die Hauptstadt der Provinz ist die Stadt Tinghir (auch Tinerhir geschrieben).

## Geographie

### Lage
Die Provinz Tinghir grenzt im Süden an die Provinz Zagora, im Westen an die Provinz Ouarzazate, im Norden an die Provinz Azilal, im Nordosten an die Provinz Midelt und im Osten an die Provinz Errachidia.

### Landschaft
Während der Norden der Provinz in den südlichen Ausläufern des Hohen Atlas liegt, der hier noch Höhen von über 3000 m erreicht, befinden sich die drei größten Städte El-Kelâa M’Gouna, Boumalne Dadès und Tinghir in Höhenlagen von über 1000 m in den Flussoasen des Dadès-Tals (auch Straße der Kasbahs genannt). Nach Süden wird die Provinz von der Bergkette des Jbel Sarhro begrenzt, deren Gipfel Höhen zwischen 2200 m und 2700 m erreichen. Wichtigste Flüsse sind der Oued Dades und der Oued Todra.

### Klima
Entsprechend der geographischen Situation ist das Klima sehr unterschiedlich. In den kleinen Bergdörfern des Hohen Atlas werden sommerliche Tagestemperaturen bis zu 35 °C gemessen; in den Tallagen der Straße der Kasbahs, d. h. in den drei großen Städten sind es nicht selten über 40 °C. Nur in den vier Wintermonaten von November bis Februar fällt etwas Regen; manchmal auch Schnee, der jedoch meist innerhalb von wenigen Stunden abtaut. Nur im Frühjahr führen die Flüsse genügend Wasser; im Sommer sind die Flussbetten in der Regel ausgetrocknet. Während die Nachttemperaturen im Sommer oft auf etwa 10 bis 15 °C fallen, werden im Winter nur noch um die 5 °C gemessen; auch leichte Nachtfröste sind möglich.

## Bevölkerung und Geschichte
Die Bewohner der Provinz entstammen zu über 90 % verschiedenen Berberstämmen. Bis ins frühe 20. Jahrhundert hinein gab es in der ganzen Region nur kleine und mittelgroße Dörfer, deren Einwohner in hohem Maße autark nach den überkommenen Prinzipien der Selbstversorgung lebten und häufig untereinander im Streit lagen. Entsprechend groß waren das gegenseitige Misstrauen und die gegenseitige Abschottung. Erst mit dem Bau einer Pistenstraße entlang des Dades kam während der französischen Kolonialzeit ein wenig Bewegung in das Wirtschaftsleben und in das Denken der hier ansässigen Berberstämme – erst in dieser Zeit entstanden die ersten Städte mit einer arbeitsteiligen Wirtschafts- und Sozialstruktur. Die Provinz Tinghir wurde erst im Jahre 2009 durch Abtrennung von Gebieten der Provinzen Ouarzazate und Errachidia geschaffen.

## Größte Orte

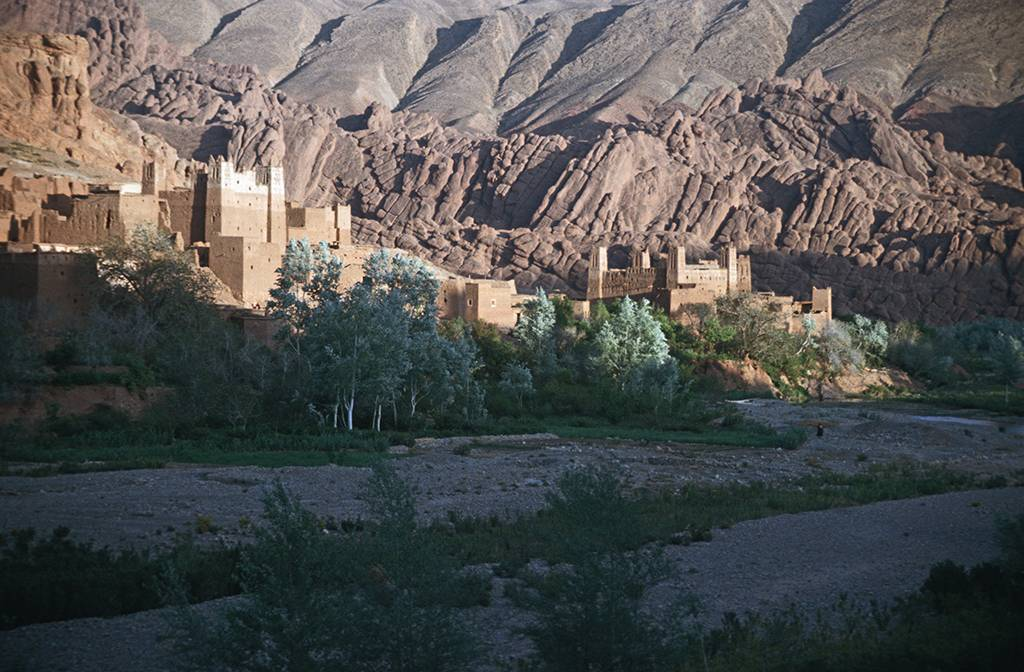
Ausgang der Dadès-Schlucht bei Aït Arbi

Nur die ersten drei Orte sind als städtische Siedlungen (M = commune municipal) eingestuft; die übrigen gelten als Landgemeinden (communes rurales) mit einer Vielzahl von Dörfern.
| Gemeinde                    | Einwohner | Einwohner |
| Gemeinde                    | 1994      | 2004      |
| --------------------------- | --------- | --------- |
| Tinghir (M)                 | 30.471    | 36.391    |
| El-Kelâa M’Gouna (M)        | 10.524    | 14.190    |
| Boumalne Dadès (M)          | 9.908     | 11.179    |
| Alnif                       | 19.023    | 20.175    |
| Ighil N'Oumgoun             | 17.707    | 19.182    |
| Souk Lakhmis Dadès          | 15.719    | 16.387    |
| Aït Sedrate Sahl El Gharbia | 12.211    | 14.864    |
| Taghzoute N'Ait Atta        | 11.695    | 13.636    |
| Aït Youl                    | 3.972     | 4.466     |

## Wirtschaft
In den Höhen des Atlasgebirges wird seit alters her hauptsächlich Viehwirtschaft (Schafe, Ziegen) betrieben; auch der Anbau von Gerste ist möglich. In den von Dattelpalmen geprägten Flussoasen entlang des Dades stehen auch Oliven-, Granatapfel-, Nuss- und Mandelbäume; im Frühjahr wird in deren lichtem Schatten hauptsächlich Gemüse (Kartoffeln, Ackerbohnen, Möhren, Tomaten etc.) kultiviert. Vieh kann in den Flussoasen nur noch in geringem Umfang und in Ställen gehalten werden. Da viele Berberfamilien wegen reduzierter oder ganz ausbleibender Regenfälle seit den 1970er Jahren in die neu entstandenen und immer größer werdenden Städte abgewandert sind, haben sich das Leben und die Erwerbsstruktur tiefgreifend gewandelt. Auch der Tourismus ist zu einer wichtigen Einnahmequelle für die Menschen der Region geworden.

## Sehenswürdigkeiten
Die Straße der Kasbahs mit ihren ehemals repräsentativen Wohnburgen (kasbahs), die jedoch zumeist erst zu Beginn des 20. Jahrhunderts von Stammesfürsten (caids) wie El Glaoui erbaut wurden, gehört zu den Höhepunkten einer jeden Marokko-Reise. Nördlich von Boumalne, ausgangs der Dades-Schlucht befinden sich die beiden Dörfer Aït Arbi und Aït Youl mit ihren imposanten Wohnburgen (tighremts), die jedoch zumeist dem allmählichen Verfall anheimgegeben sind.